# Scopula seductilis
Scopula seductilis là một loài bướm đêm trong họ Geometridae.